# Arthroleptis bivittatus
Arthroleptis bivittatus Müller, 1885 è un anfibio anuro, appartenente alla famiglia degli Artroleptidi.

## Etimologia
L'epiteto specifico si riferisce alle strisce sul dorso dell'animale.

## Distribuzione e habitat
È endemica della Guinea. Si trova sull'isola di Tumbo.